# Muntelier
Muntelier (toponimo tedesco; in francese Montilier) è un comune svizzero di 972 abitanti del Canton Friburgo, nel distretto di Lac.

## Geografia fisica
Muntelier comprende si affaccia sul Lago di Morat.

## Società

### Evoluzione demografica
L'evoluzione demografica è riportata nella seguente tabella:
Abitanti censiti

## Infrastrutture e trasporti

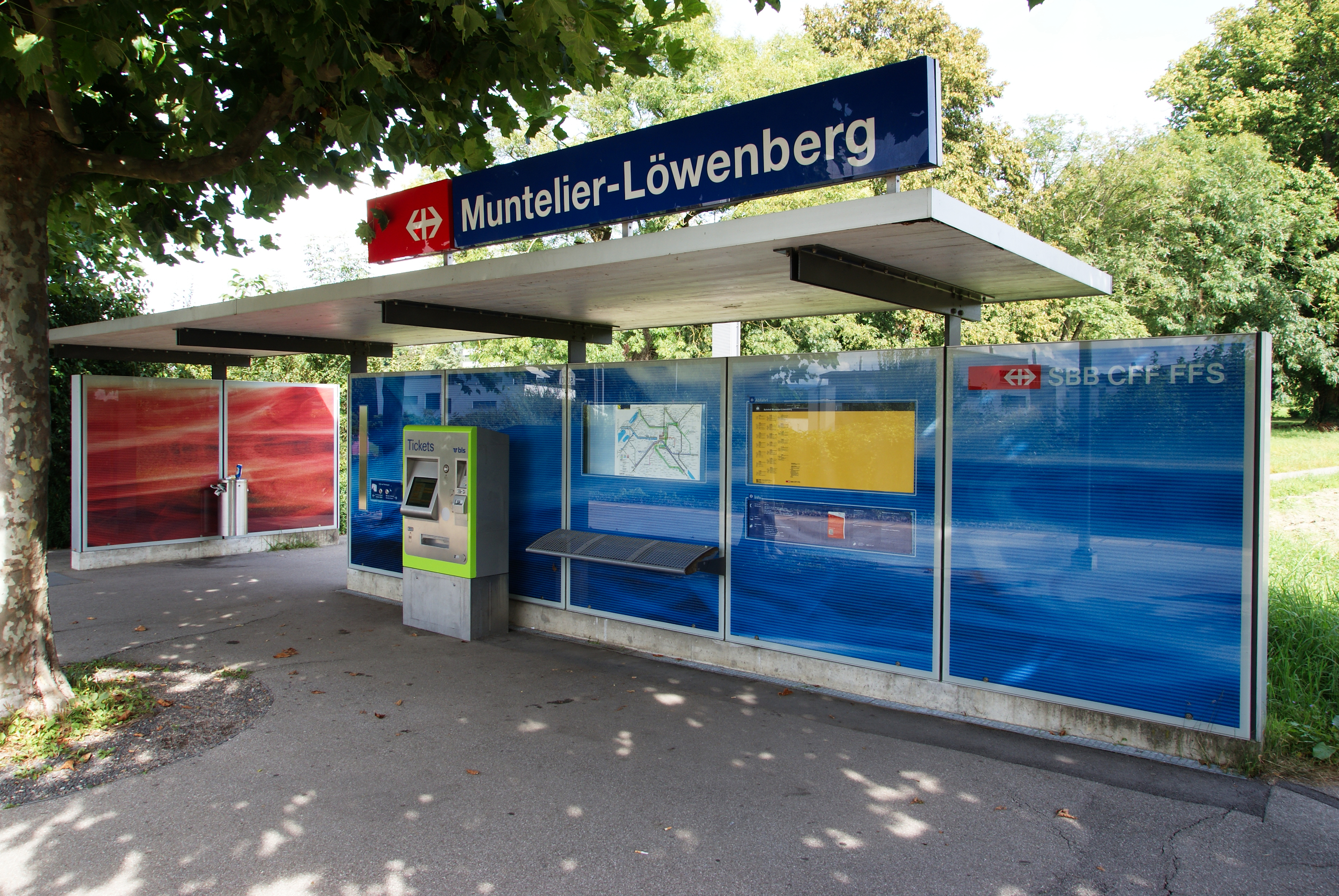
La stazione di Muntelier-Löwenberg

Muntelier è servito dalla stazione di Muntelier-Löwenberg sulla ferrovia Palézieux-Lyss e sulla ferrovia Friburgo-Morat-Ins.

## Amministrazione
Ogni famiglia originaria del luogo fa parte del comune patriziale che ha la responsabilità della manutenzione di ogni bene comune.